# Wollemia nobilis
Wollemia nobilis là một loài thực vật hạt trần trong họ Araucariaceae. Loài này được W.G.Jones, K.D.Hill & J.M.Allen mô tả khoa học đầu tiên năm 1995.